# Sei Apung Jaya
Sei Apung Jaya is een bestuurslaag in het regentschap Asahan van de provincie Noord-Sumatra, Indonesië. Sei Apung Jaya telt 4889 inwoners (volkstelling 2010).